# گرپنهال
گرپنهال (به انگلیسی: Grappenhall) یک روستا در بریتانیا است که در وارینگتون واقع شده‌است.